# Haselor
Haselor est un village et une paroisse civile du Warwickshire, en Angleterre.